# Calodactylodes illingworthorum
Calodactylodes illingworthorum (ланкійський золотий гекон) — вид геконоподібних ящірок родини геконових (Gekkonidae). Ендемік Шрі-Ланки.

## Поширення і екологія
Ланкійські золоті гекони мешкають на сході і південному сході острова Шрі-Ланка. Вони живуть в мусонних лісах, поблизу валунів і скель, в печерах, порослих мохом і лишайником. Зустрічаються на висоті від 150 до 800 м над рівнем моря, групами по 3-11 особин. В одній печері можуть жити до 50 особин з кількох груп. Вночі виходять за межі печер і шукають їжу на деревах, вдень залишаються в печерах. Живляться комахами і павуками. Відкладають яйця, утворюючи колективні кладки, які можуть нараховувати до 100 яєць.

## Збереження
МСОП класифікує цей вид як вразливий. Calodactylodes illingworthorum загрожує знищення природного середовища.